# Breynia microphylla
Breynia microphylla là một loài thực vật có hoa trong họ Diệp hạ châu. Loài này được (Kurz ex Teijsm. & Binn.) Müll.Arg. mô tả khoa học đầu tiên năm 1866.